# Пашниково (Псковская область)
Пашниково — деревня в Великолукском районе Псковской области России. Входит в состав сельского поселения «Купуйская волость».
Расположена в центре района в 15 км к юго-востоку от волостного центра Купуй и в 29 км к югу от райцентра Великие Луки.

## Население
Численность населения по оценке на 2000 год составляла 19 жителей, на 2010 год — 8 жителей.